# Canton de Saint-Paul-3
Le canton de Saint-Paul-3 est une circonscription électorale française de l'île de La Réunion, département et région d'outre-mer français de l'océan Indien.

## Histoire
Le canton a été créé par la loi no 49-1102 du 2 août 1949.
Il a été modifié par le décret du 28 février 1991 créant les cantons de Saint-Paul-4 et Saint-Paul-5.
Un nouveau découpage territorial de la Réunion entre en vigueur à l'occasion des premières élections départementales suivant le décret du 21 février 2014. Les conseillers départementaux sont, à compter de ces élections, élus au scrutin majoritaire binominal mixte. Les électeurs de chaque canton élisent au Conseil départemental, nouvelle appellation du Conseil général, deux membres de sexe différent, qui se présentent en binôme de candidats. Les conseillers départementaux sont élus pour 6 ans au scrutin binominal majoritaire à deux tours, l'accès au second tour nécessitant 12,5 % des inscrits au 1er tour. En outre, la totalité des conseillers départementaux est renouvelée. Ce nouveau mode de scrutin nécessite un redécoupage des cantons dont le nombre est divisé par deux avec arrondi à l'unité impaire supérieure si ce nombre n'est pas entier impair, assorti de conditions de seuils minimaux. À la Réunion, le nombre de cantons passe ainsi de 49 à 25.
Le canton de Saint-Paul-3 est redécoupé par ce décret. Il est entièrement inclus dans l'arrondissement de Saint-Paul. Le bureau centralisateur est situé à Saint-Paul.

## Représentation

### Représentation avant 2015
| Période                                  | Période | Identité                   | Étiquette | Qualité                                                         |
| ---------------------------------------- | ------- | -------------------------- | --------- | --------------------------------------------------------------- |
| 1955                                     | 1967    | M. Banquet                 | DVD       |                                                                 |
| 1967                                     | 1973    | Évenor Lucas               | PCR       |                                                                 |
| 1973                                     | 1979    | M. Paula                   | DVD       |                                                                 |
| 1979                                     | 1985    | Paul Bénard                | UDF       | Pharmacien Sénateur (1983-1987) Maire de Saint-Paul (1965-1987) |
| 1985                                     | 1992    | Christophe Kichenin        | DVD       | Médecin Adjoint au maire de Saint-Paul                          |
| 1992                                     | 1998    | Georges Morel              | DVD       | Contrôleur municipal                                            |
| 1998                                     | 2004    | Clovis Pavaye              | UDF       | Retraité Conseiller municipal de Saint-Paul                     |
| 2004                                     | 2005    | François Léa               | DVG       |                                                                 |
| 2005                                     | 2011    | Gilbert Mardénalom         | UMP       | Adjoint au maire de Saint-Paul                                  |
| 2011                                     | 2015    | Pascaline Chéreau-Nemazine | PCR       | Rédactrice territoriale Adjointe au maire de Saint-Paul         |
| Les données manquantes sont à compléter. |         |                            |           |                                                                 |

### Représentation depuis 2015
| Période élective | Période élective | Mandat | Mandat   | Identité              | Nuance | Nuance | Qualité |
| ---------------- | ---------------- | ------ | -------- | --------------------- | ------ | ------ | --- |
| 2015             | 2021             | 2015   | 2021     | Giovanny Poiré        |        | DVD    | Agent administratif |
| 2015             | 2021             | 2015   | 2021     | Jacqueline Henry      |        | DVD    | |
| 2021             | 2028             | 2021   | en cours | Jean-François Nativel |        | DIV    | Leader du Mouvement de la Ruralité, Président d'Océan Prévention, conseiller municipal (opposition) de Saint-Paul, membre du LMR |
| 2021             | 2028             | 2021   | en cours | Églantine Victorine   |        | DIV    | Conseillère municipale (opposition) de Saint-Paul                                                                                |

### Résultats détaillés

#### Élections de mars 2015
À l'issue du 1er tour des élections départementales de 2015, deux binômes sont en ballotage : Géraldine Barlieu et Yoland Velleyen (UMP, 30,19 %) et Giovanny Poire et Jacqueline Henry (Divers, 19,38 %). Le taux de participation est de 42,14 % (11 252 votants sur 26 703 inscrits) contre 43,81 % au niveau départemental et 50,17 % au niveau national.
Au second tour, Giovanny Poire et Jacqueline Henry (Divers) sont élus avec 55,61 % des suffrages exprimés et un taux de participation de 47,86 % (5 993 voix pour 12 779 votants pour 26 703 inscrits).

#### Élections de juin 2021
Le premier tour des élections départementales de 2021 est marqué par un très faible taux de participation (33,26 % au niveau national). Dans le canton de Saint-Paul-3, ce taux de participation est de 33,41 % (9 754 votants sur 29 199 inscrits) contre 36,5 % au niveau départemental. À l'issue de ce premier tour, deux binômes sont en ballottage : Jean François Nativel et Eglantine Victorine (Divers, 19,28 %) et Alexis Poinin-Coulin et Virginie Sallé (DVG, 18,24 %).

## Composition

### Composition avant 2015
Le canton de Saint-Paul-3 était constitué d'une partie de la commune de Saint-Paul.
Lors du redécoupage de 1991, il s'agissait de la portion du territoire de la commune délimitée par :
- Au Nord, la ravine La Forge, de la falaise du Tour des roches au Grand Bord (remparts de Mafate);
- À l'Est, le Grand Bord (remparts de Mafate), jusqu'à l'îlet Flamand, puis la rivière des Galets, de l'îlet Flamand au Gros Morne;
- Au Sud, le Grand Bord (remparts de Mafate) jusqu'à la ravine Bernica, la ravine Bernica jusqu'au radier du C.D.4E, l'axe du C.D.4E, du C.D.8 jusqu'au sentier de ligne Berthaut, du sentier de ligne Berthaut, du chemin Fond Martin à la ravine Fleurimont;
- À l'Ouest, la ligne de crête de la falaise de Saint-Paul, de la ravine Fleurimont à la ravine Bernica, la ligne de crête de la falaise du tour des Roches, de la ravine Bernica à la ravine La Forge.

### Composition depuis 2015
| Nom                                | Code Insee | Intercommunalité               | Superficie (km2) | Population (dernière pop. légale)                 | Densité (hab./km2) | Modifier                                    |
| ---------------------------------- | ---------- | ------------------------------ | ---------------- | ------------------------------------------------- | ------------------ | ------------------------------------------- |
| Saint-Paul (bureau centralisateur) | 97415      | CA Territoire de la Côte Ouest | 241,28           | Fraction : 36 658 (2022) Commune : 106 220 (2022) | 440                | modifier les données · modifier les données |
| Canton de Saint-Paul-3             | 97419      |                                |                  | 36 658 (2022)                                     |                    | modifier les données                        |

Le canton comprend la partie de la commune de Saint-Paul non incluse dans les cantons de Saint-Paul-1 et de Saint-Paul-2.

## Démographie
En 2022, le canton comptait 36 658 habitants, en évolution de −1,71 % par rapport à 2016 (La Réunion : +3,33 %, France hors Mayotte : +2,11 %).
| 2013   | 2018   | 2022   |
| ------ | ------ | ------ |
| 36 046 | 36 278 | 36 658 |